# Route 11 (Ontario)
Pour les articles homonymes, voir Route 11.
La route 11 est une route provinciale de l'Ontario reliant Barrie à Rainy River en passant entre autres par Orillia, North Bay, Kapuskasing, Thunder Bay et Fort Frances. Possédant une longueur totale de 1 780 kilomètres (1 106 miles), elle est la deuxième plus longue route de la province, uniquement surpassée par la route 17 qui s'étend sur un peu moins de 2 000 kilomètres. La route est également conçue, sur certaines sections de sa partie sud, comme une autoroute.

## Tracé
La route 11 traverse pratiquement la province de l'Ontario au grand complet. On peut donc séparer la route en trois parties: la sud, la nord et l'ouest.

### Partie sud
- Longueur: 250 kilomètres
- De Barrie à North Bay
- Principales villes: Orillia, Huntsville et North Bay
- Caractéristiques: statut d'autoroute sur quelques sections de la 11 en plus d'être une route à quatre voies séparées avec échangeurs sur presque toute sa longueur (dans la partie sud).

La route 11 commence officiellement au nord de Barrie à la jonction avec l'autoroute 400. Elle commence donc son parcours en se dirigeant vers le nord-est en suivant la rive nord-ouest du lac Simcoe jusqu'à la limite d'Orillia en étant un boulevard urbain à quatre voies en plus de posséder quelques échangeurs avec différents rangs de cette région agricole. Dans Orillia, la 11 possède les caractéristiques d'une autoroute sur une dizaine de kilomètres (km 23 à 33) pour contourner Orillia par l'ouest. D'Orillia jusqu'à Gravenhurst, la 11 se dirige désormais vers le nord tout en étant un boulevard urbain à quatre voies avec échangeurs en plus de suivre la rive ouest du lac Couchiching. La 11 bifurque pendant un kilomètre vers le nord-est au kilomètre 65 pour contourner Gravenhurst par le sud-est. 
De Gravenhurst à Bracebridge, la 11 redevient une autoroute jusqu'au kilomètre 87 où elle croise Kirk Line West (intersection). De ce point jusqu'à Huntsville, elle est toujours une route à quatre voies avec un échangeur. À Huntsville, elle devient à nouveau une autoroute jusqu'à Burk's Falls, où elle devient une simple route à deux voies que pendant 14 kilomètres.
De Sundridge à North Bay, la 11 varie d'une route à quatre voies séparées avec échangeurs à une autoroute en contournant Trout Creek en plus de passer près de Powassan et de Callander. Au kilomètre 240, elle croise la route 17, la plus longue route de la province, et forme justement un multiplex avec celle-ci pendant six kilomètres pour contourner North Bay par le nord-est. C'est au nord de North Bay que la 11 se détache de la 17 pour ainsi commencer la section nord de la route 11. À noter que jadis, la route 11 débutait à Toronto, au croisement de l'ancienne route 2 et passait même tout juste à côté de Queen's Park, mais elle fut déclassée à la fin des années 1990.

### Partie nord
- Longueur: 993 kilomètres
- De North Bay à Nipigon
- Principales villes : New Liskeard, Kapuskasing, Hearst
- Caractéristiques : la 11 traverse le bouclier canadien dans cette section. Parfois, la route peut sembler interminable à cause de ses longues lignes droites en plus de ne traverser aucune grande ville, surtout à l'ouest de Kapuskasing. De plus, cette section de la route constitue également une section de la route Transcanadienne.

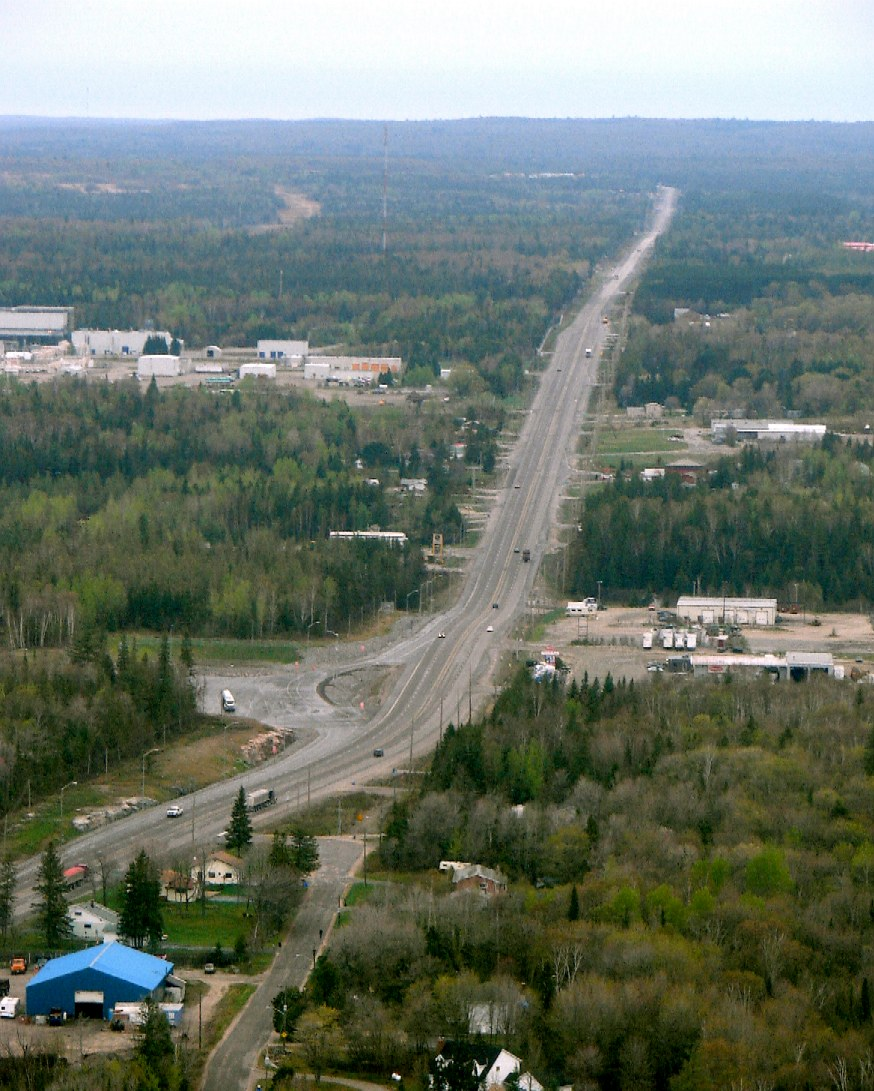
La 11 près de North Bay (km 244 environ).

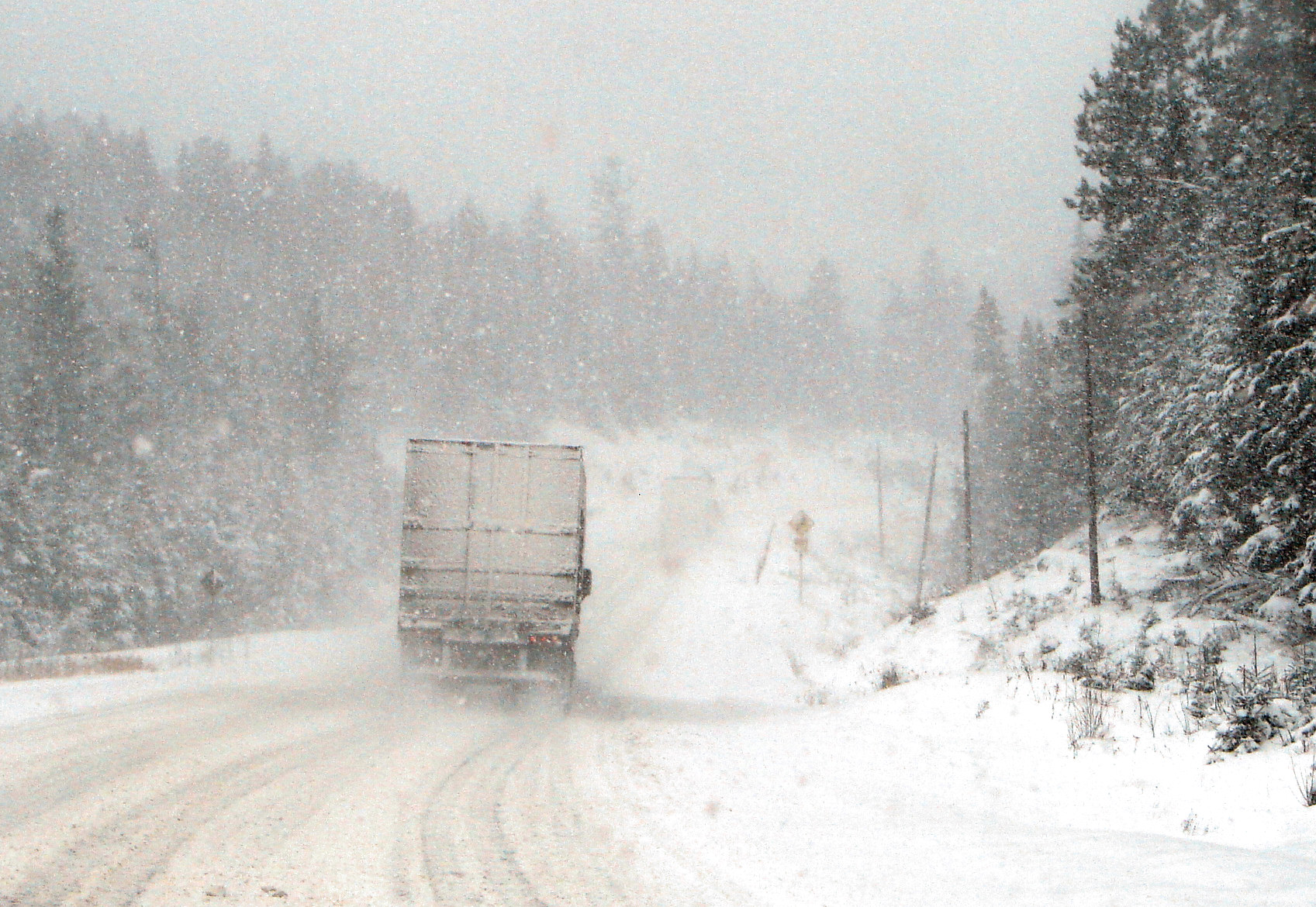
La route 11 en hiver près de Temagami.

Après s'être détachée de la 17, la route 11 se dirige vers le nord jusqu'à New Liskeard, soit sur une distance de 158 kilomètres en traversant la région de Temagami et Marten River. Après avoir contourné New Liskeard par le nord-ouest, elle prend une tournure nord-ouest jusqu'à Cochrane, soit sur une distance de 214 kilomètres, en passant tout juste à l'ouest de Kirkland Lake et d'Iroquois Falls et en passant dans Englehart et dans Black River-Matheson. C'est justement à Cochrane que la route 11 n'est plus signalisée nord-sud, mais bien est-ouest. En effet, à partir de Cochrane, la 11 bifurque vers l'ouest. Après 89 kilomètres à l'ouest de ce point, elle traverse Kapuskasing, la plus grande ville du nord de l'Ontario après Timmins.

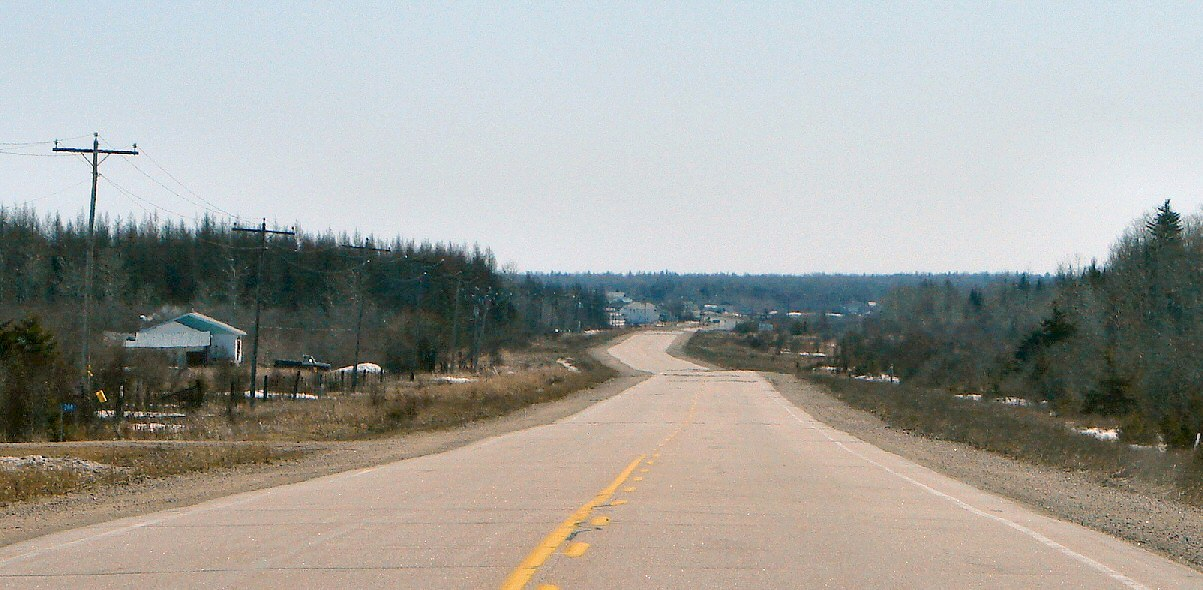
L'interminable route 11 en bordure de Kapuskasing (km 740).

 Pendant 506 kilomètres, la 11 traverse le bouclier canadien en ne croisant aucune grande ville excepté Hearst (environ au kilomètre 820). Cette section est très longue et droite. Au kilomètre 1 240, la 11 croise à nouveau la route 17 à l'est de Nipigon, plus précisément dans la communauté autochtone de Lake Helen. C'est à cette jonction que la partie nord de la 11 se termine.

### Partie ouest
- Longueur: 540 kilomètres
- De Nipigon à la frontière canado-américaine à Rainy River, au Canada
- Villes principales: Thunder Bay, Fort Frances
- Caractéristiques: la 11 forme un multiplex avec la route 17 pendant plus de 150 kilomètres, ce qui est énorme ! De plus, à partir de son détachement avec la 17, la 11 devient une route beaucoup moins empruntée, mais fait toujours partie de la route Transcanadienne.

La 11 forme après Nipigon un multiplex avec la route 17 pendant plus de 150 kilomètres. Après avoir suivi la rive nord-ouest du lac Supérieur, elle fait son entrée dans Thunder Bay, la plus grande ville de l'ouest de l'Ontario. Dans Thunder Bay, les routes 11 et 17 forment un boulevard urbain à quatre voies divisées en ne possédant que quelques intersections avec des feux de circulation. Après avoir quitté Thunder Bay et passer dans la région de Kakabeka, la route 11 emprunte un itinéraire individuel, se sépare de la 17 et devient une route moins empruntée et plus à risque. 
Du croisement avec la 17 jusqu'à Fort Frances, le tracé de la 11 présente des similitudes avec son tracé entre Kapuskasing et Nipigon, mais constitué d'un nombre plus élevé de courbes. De plus, environ huit kilomètres à l'ouest de son détachement avec la route 17, elle change de fuseau horaire, passant de l'heure de l'Est à l'heure du Centre. Dans Fort Frances, la 11 n'est qu'une petite rue dans le centre-ville. C'est dans cette ville qu'elle commence un multiplex avec la route 71 pendant plus de 35 kilomètres. À Emo, la route 11 emprunte un itinéraire qui lui est propre, mettant fin au multiplex avec la route 71 et à la section d'itinéraire de la route Transcanadienne, qui continue un itinéraire commun vers le nord avec la route 71. Pour le reste son parcours, soit sur environ 50 kilomètres, la route 11 suit de très près la frontière canado-américaine du côté nord jusqu'à Rainy River, où elle traverse la frontière et devient la route 72 au Minnesota après s'être étendue sur une distance de 1 780 kilomètres en traversant une grande partie de la province de l'Ontario.

## Intersections principales
Les numéros de sorties de la route 11 sont la suite de la liste des numéros de sorties de l'autoroute 400.
| Route 11                                                                          |                                                           |                                                    | |
| ville                                                                             | km                                                        | intersection                                       | notes |
| Crown Hill                                                                        | 0 (sortie 104*)                                           | A-400 sud - Barrie, Toronto                        | Début de la 11; sortie incomplète (A-400 sud seulement de la 11 et il est impossible de prendre la 11 depuis l'A-400 sud) |
| Crown Hill                                                                        | 1 (sortie 105*)                                           | Penetanguishene Rd. (Route locale 93)              | |
| Guthrie                                                                           | 6 (sortie 110*)                                           | Line 3                                             | Échangeur même s'il s'agit d'une route avec intersections                                                                 |
| Guthrie                                                                           | 9 (sortie 113*)                                           | Line 5                                             | échangeur |
| Oro Station                                                                       | 12 (sortie 116*)                                          | Line 7                                             | échangeur |
| Parkside Beach                                                                    | 15 (sortie 119*)                                          | Line 9                                             | échangeur |
| Hawkestone                                                                        | 18 (sortie 122*)                                          | Line 11                                            | échangeur |
| Orillia                                                                           | 23 (sortie 127*)                                          | Line 14                                            | échangeur |
| Orillia                                                                           | Début de la section autoroutière (que des échangeurs)     |                                                    | |
| Orillia                                                                           | 25 (sortie 129)                                           | Line 15/Memorial Dr.                               | |
| Orillia                                                                           | 27 (sortie 131)                                           | Route 12 est                                       | |
| Orillia                                                                           | 29 (sortie 133)                                           | Route 12 ouest/Coldwater Rd.                       | |
| Orillia                                                                           | 31 (sortie 135)                                           | West St./Burnside Ln.                              | |
| Orillia                                                                           | 33 (sortie 137)                                           | Lacile St./Carlyon Ln.                             | |
| Fin de l'autoroute; Début de la route à 4 voies divisées et échangeurs            |                                                           |                                                    | |
| Happyland[Lequel ?]                                                               | 36 (sortie 140*)                                          | Telford Ln.                                        | échangeur |
| Cumberland                                                                        | 41 (sortie 145*)                                          | New Brailey Ln.                                    | échangeur |
| Hawkins Corner                                                                    | 44 (sortie 148*)                                          | Goldstein Rd./South Sparrow Line Rd.               | échangeur |
| Washago                                                                           | 48 (sortie 152*)                                          | Agnew Rd.                                          | échangeur |
| Washago                                                                           | 49 (sortie 153*)                                          | Route locale 169 est                               | échangeur |
| Severn Bridge                                                                     | 51 (sortie 155*)                                          | Canal Rd./Route locale 52 est                      | échangeur |
| Severn Bridge                                                                     | 52 (sortie 156*)                                          | Graham Rd. (Route locale 13 ouest)                 | échangeur |
| Sparrow Lake                                                                      | 55 (sortie 159*)                                          | Sparrow Lake Rd.                                   | échangeur |
| Kilworthy                                                                         | 58 (sortie 162*)                                          | Kilworthy Rd.                                      | échangeur |
| Gravenhurst                                                                       | 61 (sortie 165*)                                          | Beaver Ridge Rd./Sedore Rd.                        | échangeur |
| Gravenhurst                                                                       | 65 (sortie 169*)                                          | Route locale 169 nord (Muskoka Rd.)                | sortie incomplète (entrée sud et sortie nord seulement)                                                                   |
| Gravenhurst                                                                       | Début de l'autoroute avec échangeurs (au km 67)           |                                                    | |
| Gravenhurst                                                                       | 71 (sortie 175)                                           | Bethune Dr. (Route locale 41)                      | |
| Muskoka Falls                                                                     | 78 (sortie 182)                                           | Route 118 est - Haliburton, Bancroft               | |
| Muskoka Falls                                                                     | 80 (sortie 184)                                           | Cedar Ln. (route locale 37 nord)                   | |
| Bracebridge                                                                       | 85 (sortie 189)                                           | Taylor Ln. (route locale 42 ouest)                 | |
| Bracebridge                                                                       | Fin de l'autoroute ; début de la route à 4 voies divisées |                                                    | |
| Bracebridge                                                                       | 89 (sortie 193)                                           | Route locale 117 est                               | échangeur |
| Utterson                                                                          | 103 (sortie 207*)                                         | Route 141 ouest - Rosseau                          | échangeur |
| Début de l'autoroute (km 114)                                                     |                                                           |                                                    | |
| Huntsville                                                                        | 115 (sortie 219)                                          | Route locale 3 (Main St.)                          | |
| Huntsville                                                                        | 117 (sortie 221)                                          | West Rd. (Route locale 2) - centre-ville           | |
| Huntsville                                                                        | 119 (sortie 223)                                          | Route 60 est - Pembroke                            | |
| Huntsville                                                                        | 122 (sortie 226)                                          | Muskoka Rd. (route locale 3 sud)                   | |
| Melissa                                                                           | 127 (sortie 231)                                          | Rockhaven Rd.                                      | |
| Novar                                                                             | 131 (sortie 235)                                          | Route 592 nord                                     | |
| Fin de l'autoroute ; début de la route à 4 voies divisées à échangeurs            |                                                           |                                                    | |
| Scotia                                                                            | 140 (sortie 244)                                          | Scotia Rd.                                         | |
| Elmsdale                                                                          | 144 (sortie 248)                                          | Route 518 - Kearney (en)                           | |
| Katrine                                                                           | 148 (sortie 252)                                          | Three Mile Lake Rd.                                | |
| Burk's Falls                                                                      | 154 (sortie 258*)                                         | Ontario St. ( Route 520 ouest)                     | De ce point, la 11 se transforme en route rurale à 2 voies                                                                |
| Burk's Falls                                                                      | 156                                                       | Route 520                                          | intersection |
| Sundridge                                                                         | 173 (sortie 277*)                                         | Route 124 ouest                                    | échangeur depuis 2011 |
| South River                                                                       | 180 (sortie 284*)                                         | Machar Strong Boundary Rd.                         | échangeur depuis 2011 |
| South River                                                                       | 184 (sortie 288*)                                         | Ancienne route 11 sud                              | échangeur depuis 2011 |
| Deans[Lequel ?]                                                                   | 190 (sortie 294*)                                         | Goreville Rd.                                      | |
| Trout Creek                                                                       | 197 (sortie 301)                                          | Route 522 ouest                                    | |
| Trout Creek                                                                       | 202 (sortie 306)                                          | Route 522B sud                                     | |
| Powassan                                                                          | 212 (sortie 316)                                          | Route 534 ouest                                    | |
| À partir du km 224, la 11 devient une autoroute                                   |                                                           |                                                    | |
| Callander                                                                         | 225 (sortie 329)                                          | Route 94 nord                                      | |
| Nipissing Junction                                                                | 234 (sortie 338)                                          | Lakeshore Dr.                                      | |
| North Bay                                                                         | 240 (sortie 344)                                          | Route 17 est                                       | Début du multiplex avec la 17; fin de l'autoroute                                                                         |
| North Bay                                                                         | 243                                                       | Route 63 nord - Témiscaming                        | intersection |
| North Bay                                                                         | 246                                                       | Route 17 ouest                                     | Fin du multiplex avec la 17                                                                                               |
| Marten River                                                                      | 304                                                       | Route 64 sud                                       | |
| Gillies                                                                           | 384                                                       | Route 11B est                                      | |
| New Liskeard                                                                      | 400                                                       | Route 65                                           | échangeur |
| Tarzwell                                                                          | 460                                                       | Route 112 nord                                     | |
| Kenogami Lake                                                                     | 480                                                       | Route 66 - Kirkland Lake, Rouyn-Noranda            | |
| Matheson (en)                                                                     | 536                                                       | Route 101 - Timmins                                | |
| Porquis Junction                                                                  | 566                                                       | Route 67 est - Iroquois Falls                      | |
| Nipigon                                                                           | 1 243                                                     | Route 17 est - Wawa, Sault-Sainte-Marie            | Début du multiplex de 150 kilomètres avec la 17                                                                           |
| Thunder Bay                                                                       | 1 361                                                     | Route 102 ouest                                    | |
| Thunder Bay                                                                       | 1 368                                                     | Route 61 sud - Duluth (MN)                         | |
| Rosslyn Village                                                                   | 1 380                                                     | Route 130 sud                                      | |
| Shabaqua Corner                                                                   | 1 427                                                     | Route 17 ouest - Kenora                            | fin du multiplex avec la 17                                                                                               |
| Atikokan                                                                          | 1567                                                      | Route 11B nord                                     | |
| Fort Frances                                                                      | 1 686                                                     | Route 71 sud - International Falls (MN)            | |
| Harwick                                                                           | 1 727                                                     | Route 71 nord - Kenora                             | |
| Rainy River                                                                       | 1 779                                                     | Route 600                                          | Dernière intersection avant le poste frontalier                                                                           |
| Rainy River                                                                       | 1 780                                                     | Traverse de la frontière Canado-Américaine (MN 72) | Fin de la route 11 |
| Sortie incomplète Multiplex (*) Sortie non numérotée (selon bornes kilométriques) |                                                           |                                                    | |